# Murailles de Giglio Castello
Les Murailles de Giglio Castello (en italien ; Mura di Giglio Castello) constituent le système défensif du village de Giglio Castello, une frazione de la commune de l'Île de Giglio (province de Grosseto), en Toscane,.

## Histoire
Les murailless ont été construits au Moyen Âge par les Aldobrandeschi en même temps que les travaux de construction de la Rocca Pisana ; pendant la domination pisane, l'enceinte médiévale fut encore fortifié.
À l'époque de la Renaissance, il y eut plusieurs raids de pirates, dont le plus grave eut lieu en 1544 et causa de graves dommages au système de défense de Giglio Castello. Les Médicis, qui contrôlaient alors l'île depuis quelque temps, durent ainsi réaliser d'importants travaux de restauration pour restaurer les murs défensifs. D'autres travaux de réaménagement et de renforcement des murs ont été réalisés à la fin du XVIe siècle sur un projet de l'ingénieur militaire Alessandro Pieroni : ces interventions ont conduit à l'augmentation de la hauteur de la courtine et à la construction du chemin de ronde, ce qui a conduit à la perte de presque tous les créneaux originaux qui caractérisaient auparavant le système défensif.
D'autres travaux de restauration furent effectués en 1800 après un autre raid de pirates qui causa de nouveaux dommages aux courtines ; C'est justement à cette époque qu'on décida d'ouvrir une autre porte, rigoureusement protégée par des dispositifs de sécurité, étant donné que la Porta della Rocca ne suffisait plus, qui jusqu'alors était la seule à permettre l'entrée et la sortie du village.
Après une longue période de détérioration entre la fin du XIXe siècle et la première moitié du XXe siècle, l'ensemble des remparts de la ville a retrouvé leur lustre d'antan grâce à une restauration réalisée immédiatement après la guerre, suivie d'une autre restauration conservatrice entre la fin des années 1970 et le début des années 1980.

## Description
Les murs de Giglio Castello se développent le long d'un périmètre qui présente globalement une forme irrégulièrement elliptique et dont la longueur totale est d'un peu plus d'un kilomètre. Les courtines bien conservées entourent complètement tout le village, intégrant le complexe de l'ancienne forteresse Aldobrandesque dans la partie la plus élevée du nord-est. Le long du périmètre des murs se trouvent dix tours de guet, équipées d'une base en saillie sur la hauteur extérieure. Les sept tours à base quadrangulaire datent de l'époque médiévale et ont été érigées par les Aldobrandeschi et par les Pisans ; les trois tours à base semi-circulaire ont été ajoutées à la Renaissance lors des travaux de restauration effectués par les Médicis. Sur les murs des tours et sur diverses sections de la courtine, il y a des meurtrières qui servaient d'attaque et de défense active en cas d'incursion ennemie. L'accès au village est possible par l'une des portes qui s'ouvrent le long des murs. Parmi celles-ci, la Porta della Rocca mène à la forteresse aldorandesque ; elle présente, sur le côté extérieur, un blason placé au centre de l'arc au-dessus. Une deuxième porte a été ouverte le long des murs lors des travaux de restauration du XIXe siècle, tandis que trois autres portes s'ouvrirent vers le milieu du siècle dernier.

## Galerie

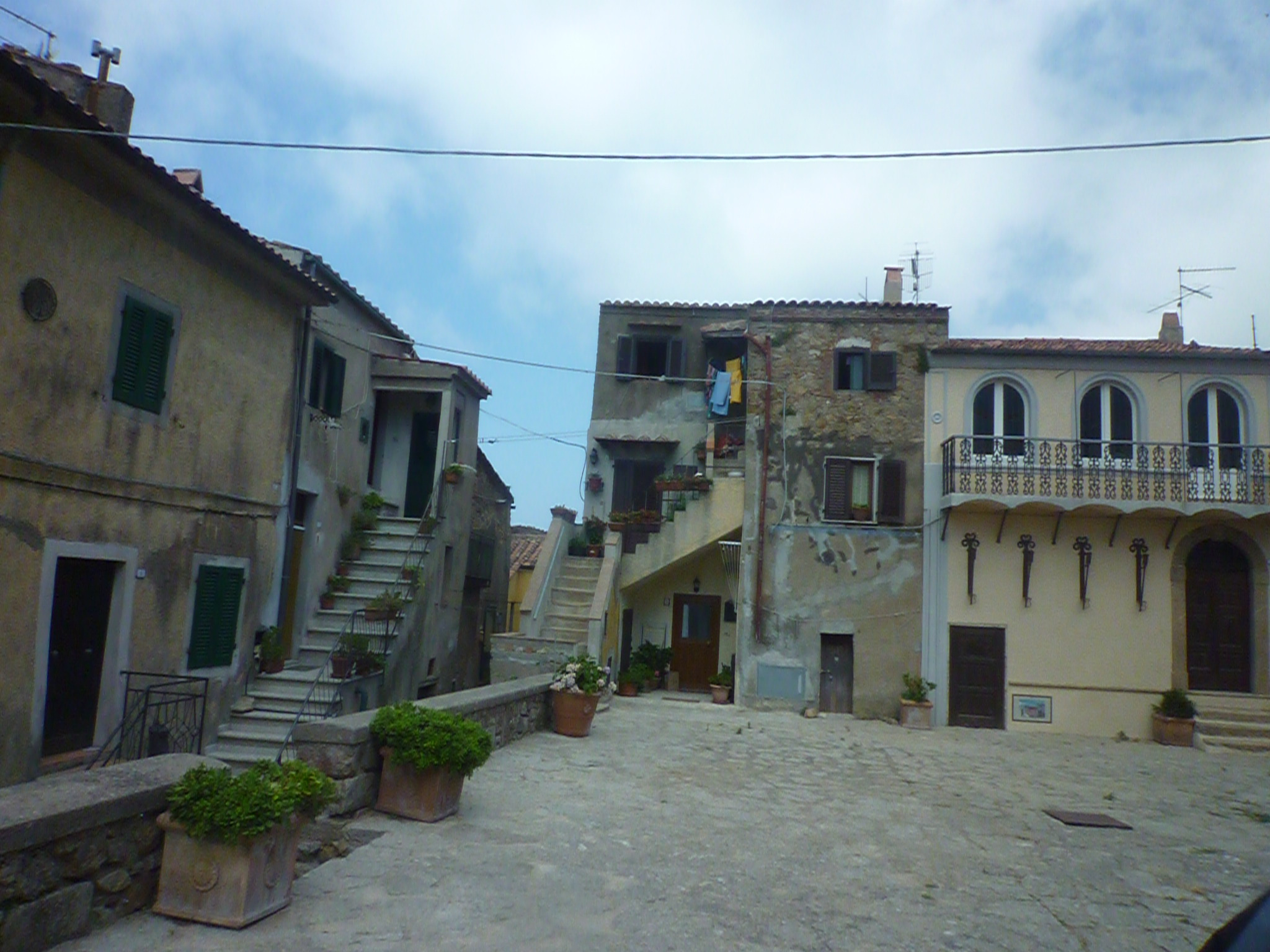
Giglio Castello
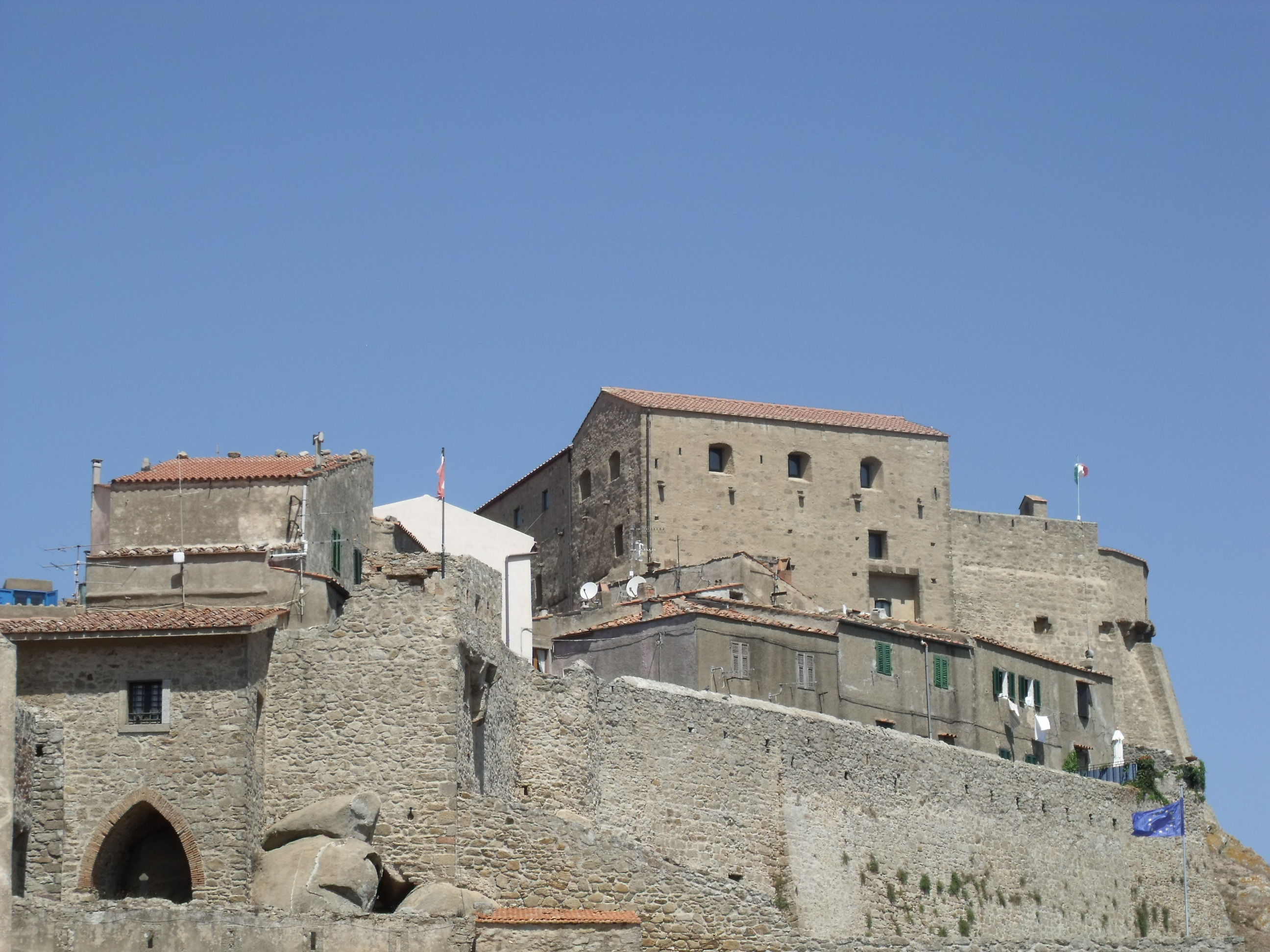
Rocca Pisana
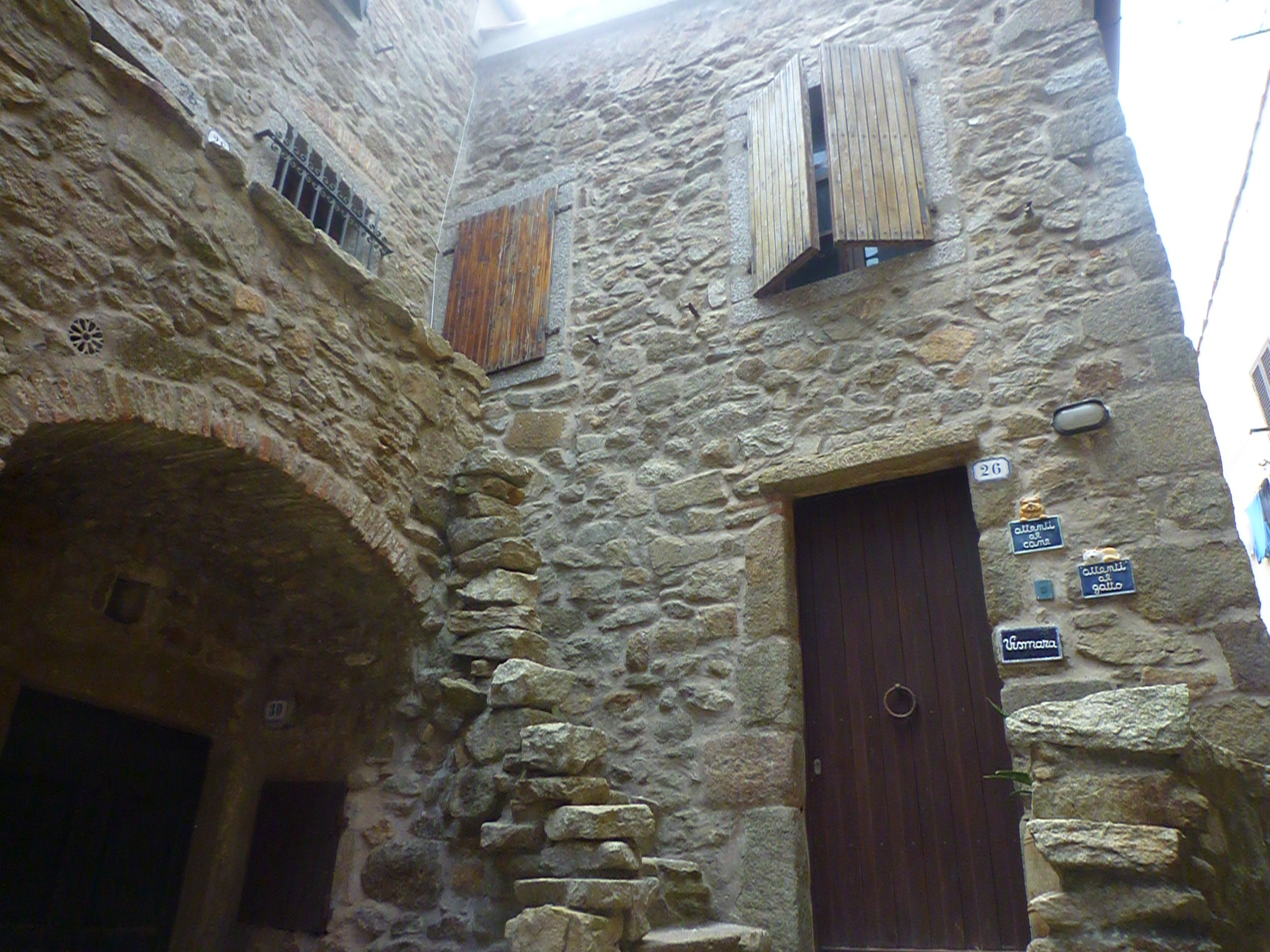
Une porte
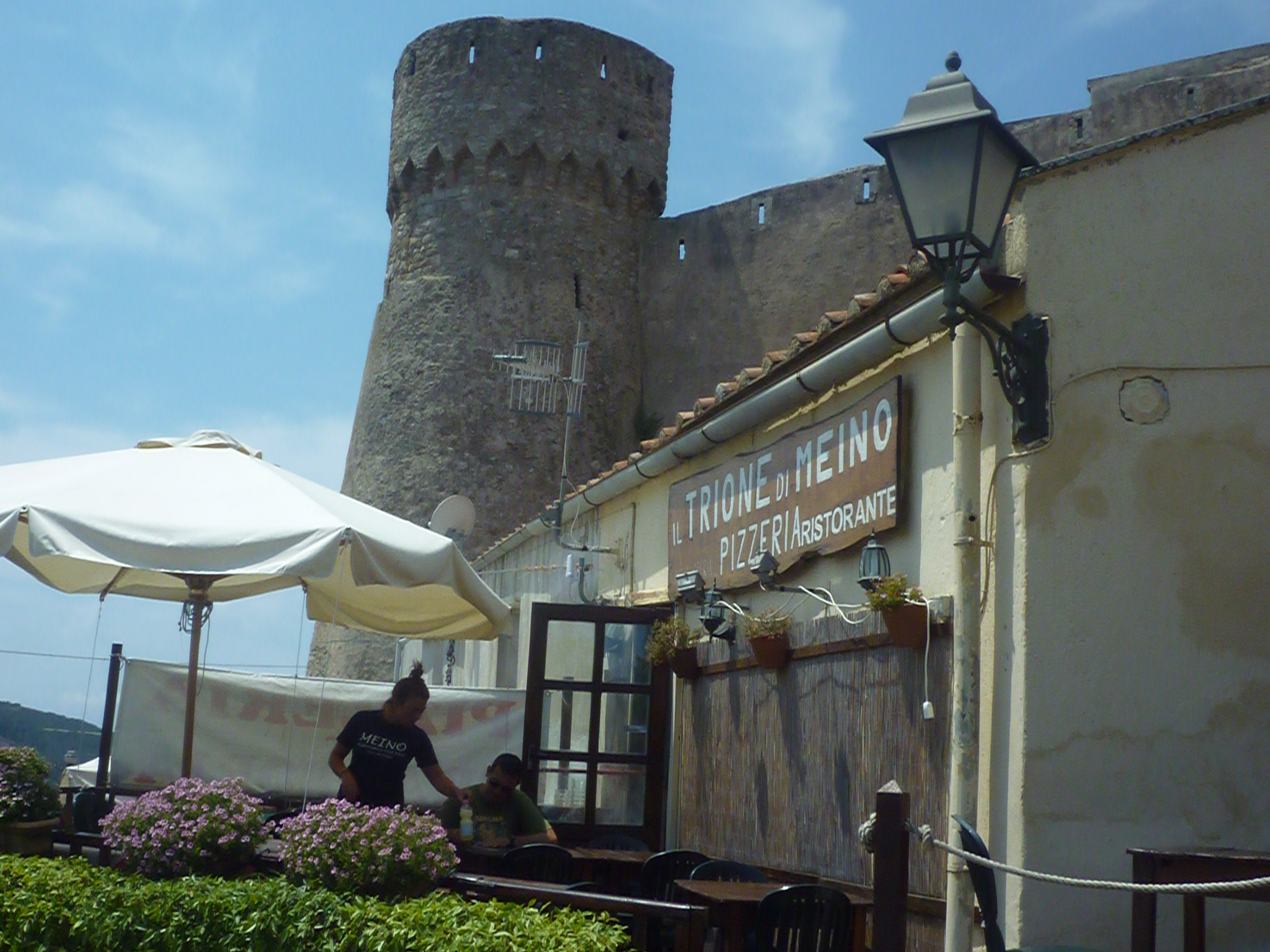
Une tour de guet